# Prime
Prime (v anglickém originále Prime) je americká filmová komedie z roku 2005. Režisérem filmu je Bob Younger. Hlavní role ve filmu ztvárnili Meryl Streep, Uma Thurman, Bryan Greenberg, Jon Abrahams a Zak Orth.

## Obsazení
| Meryl Streep    | Lisa Metzger Bloomberg |
| Uma Thurman     | Rafi Gardet            |
| Bryan Greenberg | David Bloomberg        |
| Jon Abrahams    | Morris                 |
| Zak Orth        | Randall                |
| Annie Parisse   | Katherine              |
| Aubrey Dollar   | Michelle               |
| Jerry Adler     | Sam                    |